# Dernbach (powiat Südliche Weinstraße)
Dernbach – miejscowość i gmina w Niemczech, w kraju związkowym Nadrenia-Palatynat, w powiecie Südliche Weinstraße, wchodzi w skład gminy związkowej Annweiler am Trifels.